# Angelo Marcello Anile
Angelo Marcello Anile (Santa Maria di Licodia, 3 gennaio 1948 – Catania, 16 novembre 2007) è stato un matematico e fisico italiano. 
Ordinario di Fisica matematica presso l'Università degli Studi di Catania, si è occupato principalmente di relatività generale, astrofisica e fluidodinamica relativistica, propagazione ondosa, ottimizzazione non lineare, logica fuzzy, modelli matematici per il trasporto di carica nei dispositivi a semiconduttore, e-learning, soft-computing.

## Biografia e carriera
Conseguita la laurea in matematica nel 1970 presso l'Università di Pisa e la Scuola Normale con il massimo dei voti e la lode, con una tesi di astrofisica sotto la guida di Bruno Bertotti, continua con gli studi di dottorato presso l'Università di Oxford sotto la supervisione di Dennis Sciama, che fu suo docente quale normalista, nell'ambito dell'astrofisica relativistica.
Nel 1973 completa la tesi di dottorato dal titolo "Geometrical Optics and Radiative Transfer in Irregular Universes", e nel 1974 la discute di fronte a Martin J. Rees e Roger Penrose, conseguendo brillantemente il PhD.
Subito dopo, nel 1976, viene nominato professore straordinario di Meccanica Razionale all'Università della Calabria fino al 1980, quando vince il concorso a cattedra di Meccanica Razionale. Nello stesso anno, prende servizio come ordinario di Meccanica razionale presso la Facoltà di Scienze dell'Università di Catania, dove è rimasto sino alla morte, insegnando parecchie discipline (meccanica razionale, istituzioni di fisica matematica, fisica matematica, relatività, logica, etc.) in diversi corsi di laurea dell'ateneo.
Fra i tanti risultati conseguiti, a lui si devono notevoli ed originali contributi nel campo della fluidodinamica relativistica e della modellistica matematica per i semiconduttori. Dai suoi studi e ricerche, sono scaturite in particolare le prime applicazioni della termodinamica estesa al trasporto di carica nei semiconduttori, che hanno portato allo sviluppo dei cosiddetti modelli idrodinamici estesi per i plasmi di stato solido.
È stato, tra l'altro, socio dell'Unione Matematica Italiana (UMI), della cui Commissione Scientifica ha fatto parte nel triennio 1997-2000, membro del Consiglio dell’European Consortium for Mathematics in Industry (ECMI), socio della Società Italiana di Matematica Applicata e Industriale (SIMAI) e Socio Effettivo dell’Accademia Gioenia di Catania nella Sezione di Scienze Chimiche, Fisiche e Matematiche.
Nel 2010 lo European Consortium for Mathematics in Industry ha istituito il premio biennale Anile-ECMI, da assegnare ad un giovane ricercatore autore di una tesi in matematica industriale presso una università europea .
Ha tenuto conferenze e seminari nelle più prestigiose sedi universitarie e nei maggiori centri di ricerca, nazionali e stranieri. È stato sempre attivo presso la comunità scientifica internazionale, creando e mantenendo rapporti di valida collaborazione e reciproco scambio fra l'Università di Catania e molti fra i più prestigiosi centri di ricerca mondiali. È stato un pioniere nel promuovere e nell'organizzare progetti di collaborazione e ricerca fra l'industria e l'ambito universitario.
Fratello del neurochirurgo Carmelo Anile, professore associato presso la Facoltà di Medicina e Chirurgia dell'Università Cattolica del Sacro Cuore di Roma, ha avuto parecchi allievi, molti dei quali oggi docenti universitari, che lo ricordano, con affetto, per la sua disponibilità, la simpatia, la cordialità e la comprensione umana che mai disgiungeva dal rigore e l'alto livello del suo insegnamento. 
Attorno a lui, si venne a costituire una scuola di fisica matematica a Catania, nota anche all'estero, raccogliendo pure l'eredità di chi (come Enrico Oliveri), in passato, si è occupato proficuamente di questa disciplina a Catania. Fra di loro, Pantaleo Carbonaro, Armando Majorana, Gaetano Moschetti, Santo Motta, Giuseppe Mulone, Orazio Muscato, Sebastiano Pennisi, Rosa Maria Pidatella, Salvatore Pluchino, Vittorio Romano, Giovanni Russo, Franco Salemi, Rita Tracinà, Massimo Trovato, Antonino Valenti, Jean Michel Sellier.

## Riconoscimenti
- Premio Bartolozzi del 1981

## Opere principali
- Angelo Marcello Anile, Relativistic Fluids and Magneto-fluids, with Applications in Astrophysics and Plasma Physics (Cambridge Monographs on Mathematical Physics), Cambridge University Press, 1989, ISBN 0-521-30406-7.
- A.M. Anile, J.K. Hunter, P. Pantano, G. Russo (Eds.), Ray Methods for Nonlinear Waves in Fluids and Plasmas, Longman Scientifics & Technical, 1993.
- Angelo Marcello Anile, Mathematical Problems in Semiconductor Physics. Lectures given at the C.I.M.E. Summer School held in Cetraro, Italy, June 15-22, 1998, by Angelo Marcello Anile, Walter Allegretto and Christian Ringhofer, Springer, 2003, ISBN 3-540-40802-9.
- A.M. Anile, G. Alì, G. Mascali (Eds.), Scientific Computing in Electrical Engineering, Series Mathematics in Industry, The European Consortium for Mathematics in Industry, Springer-Verlag, 2006.
- A.M. Anile, S. Pennisi "Thermodynamic derivation of the Hydrodynamical model for charge transport in semiconductors", Physical Review B, 1992, Vol. 46, No. 20, pp. 13186-13193.
- A.M. Anile, O. Muscato, "Improved hydrodynamical model for carrier transport in semiconductors", Physical Review B, 1995, Vol. 51, No. 22, pp. 16728-16740.